# 约阿希姆·比约克隆德
约阿希姆·比约克隆德（瑞典語：Joachim Björklund，1971年3月15日—），瑞典男子足球运动员。他曾代表瑞典参加1994年国际足联世界杯，获得季军。他也曾参加1992年夏季奥林匹克运动会。